# Tarot
 Denne artikel omhandler det okkulte kortspil Tarot. Opslagsordet har også en anden betydning, se Tarot (flertydig).
Tarot eller Tarok (/ˈtæroʊ/; tidligere kaldt trionfi og senere tarocchi, tarock samt andre navne) er et spil kort benyttet fra omkring midten af 1500-tallet flere steder i Europa til almindelig kortspil. F.eks. kendes det fra Italien som Tarocchini og Frankrig som Tarot. I slutningen af 1800-tallet skiftede spillet fra at være et almindeligt kortspil til at at blive benyttet til spådomme eller meditation.
Spillet har 4 kulører (Mønterne, Sværdene, Bægerne og Stokkene) med hver 14 kort. Derudover er der 22 trumfer. Når kortene benyttes til spådom, er det oftest de 22 trumfer, der er mest kendt.
Som et spil eller et formidlende middel, er tarotkort blevet populære blandt mange i dag.

## Trumfernes navn
Alle trumferne har forskellige navne - disse kaldes også "De 22 prøvelser"
- Narren
- Magikeren
- Ypperstepræstinden
- Kejserinden
- Kejseren
- Ypperpræsten
- De elskende
- Stridsvognen
- Retfærdigheden
- Eremitten
- Lykkehjulet
- Lyst
- Den hængte mand
- Døden
- Mådehold
- Djævlen
- Tårnet
- Stjernen
- Månen
- Solen
- Dommedag
- Universet

## Hofkort
Der er 16 såkaldte Hofkort - 4 i hver kulør, som er konge, dronning, ridder og page.

## Den lille Arkana
De resterende 40 kort kaldes Den lille Arkana. De består af 10 kort i hver kulør og er nummereret fra 1 til 10.